# Helena (canción)
«Helena» —también conocida como «Helena (So Long & Goodnight)»— es el tercer sencillo del álbum Three Cheers For Sweet Revenge, publicado en 2004, de la banda estadounidense de rock My Chemical Romance. La canción describe los sentimientos del vocalista Gerard Way y su hermano, Mikey Way, por su difunta abuela, Elena Lee Rush (a quien sus amigos llamaban cariñosamente Helen). Gerard Way pensó en combinar el nombre de su abuela con su alias, formando «Helena», título de la canción.
Gerard Way dijo para Channel V que se influyeron por la canción «Aces high» de Iron Maiden; además, ha señalado que «Helena» fue creada usando como modelo al disco Dear You de la banda Jawbreaker, tal como hicieron con otras canciones como «Give 'Em Hell, Kid». Este sencillo es considerado su canción más popular y Gerard la describió como una representación de la banda en cuanto a imagen y sonido en ese momento, y muchas veces fue usada para terminar los conciertos.
En 2008 fue certificada como disco de oro en los Estados Unidos. Esta canción fue utilizada en los créditos de la película La casa de cera.

## Videoclip
El videoclip de la canción fue filmado en la iglesia Presbiteriana Immanuel ubicada en Wilshire Boulevard en Los Ángeles (California). Fue dirigido por Marc Webb, y coreografiado por Michael Rooney. El video tiene una simple temática, con Gerard Way como un doliente en un funeral en que la banda está participando. También hay otros dolientes que danzan y lloran por la muerte de Helena (interpretada por la bailarina Tracy Phillips). Cerca del final, el cadáver de Helena se levanta y baila representando su paso hacia otra vida. Después de esto ella cae nuevamente en su ataúd y este es tomado por la banda para llevar el féretro al coche fúnebre, bajo lluvias torrenciales y rodeados de personas danzando.
Aunque la canción es, en general, acerca de la abuela de Gerard y Mikey Way, se dijo en una entrevista que el video trata sobre una historia diferente. El videoclip muestra el funeral de una joven, bonita y veinteañera llamada Helena, que, según Gerard Way, murió trágicamente. La letra de la canción lleva a creer que Helena murió en un accidente de automóvil. Todos los que aparecen en el video son fanes de la banda que recibieron un correo electrónico en que les preguntaban si deseaban participar del video.
El video fue nominado para cinco moonmen en los MTV Video Music Awards 2005: mejor video de rock, mejor coreografía y mejor artista nuevo, así como en las categorías del premio MTV2 y del viewer's choice award (ambos elegidos por los televidentes). Perdieron frente a bandas como Green Day, Fall Out Boy y The Killers. Aunque la banda no ganó ningún premio, dieron una sorpresa dando una presentación de la canción en el final del evento. También ganaron en los Premios MTV Latinoamérica la "lengua" al mejor artista nuevo internacional. También ganó un premio al mejor video en Kerrang! en 2005. En noviembre de 2005, el video fue nominado para dos MTVU woodie awards (votado por estudiantes universitarios) y ganó el woodie del año.
El video también fue votado en el n.º 1 por los televidentes de MTV Latinoamérica en 2005, en el programa Los 100 + pedidos, y en 2008 fue calificado como el decimoquinto mejor video de la historia del canal, en sus quince años. Este mismo año además obtuvo la certificación de disco de oro en Estados Unidos. En 2010 fue considerado en el conteo de MTV Latinoamérica 10 años, 100 videos en los puestos 26 y 29 en las zonas norte y centro, respectivamente. En el año 2010 el video se llevó el segundo lugar en la cuenta regresiva de MTV Latinoamérica del top 20 de videos de terror, siendo Thriller de Michael Jackson el primer lugar.

## Lista de canciones
Versión 1 (CD y disco de vinilo)
1. «Helena»
2. «I'm Not Okay (I Promise)» (en vivo para Sessions@AOL)

Versión 2 (CD)
1. «Helena» - 3:24
2. «I'm Not Okay (I Promise)» (en vivo) - 3:06
3. «You Know What They Do To Guys Like Us In Prison» (en vivo) - 3:10

Versión 3 (descarga digital)
1. «Helena» (en vivo en el Starland Ballroom de Sayreville, Nueva Jersey) - 4:14

## Certificaciones
| País           | Organismo certificador | Certificación | Unidades certificadas / Ventas |
| -------------- | ---------------------- | ------------- | ------------------------------ |
| Canadá         | Music Canada           | 2× Platino    | 160 000                        |
| Estados Unidos | RIAA                   | 4× Platino    | 4 000                          |
| Nueva Zelanda  | RIANZ                  | Platino       | 30 000                         |
| Reino Unido    | BPI                    | Oro           | 400 000                        |